# Tierp község
Tierp község (svédül: Tierps kommun) Svédország 290 községének egyike. Uppsala megyében található, székhelye Tierp.

## Települések
A község települései:
| Település     | Népesség | Megjegyzés         |
| ------------- | -------- | ------------------ |
| Karlholmsbruk | 1187     |                    |
| Mehedeby      | 476      |                    |
| Månkarbo      | 670      |                    |
| Skärplinge    | 740      |                    |
| Söderfors     | 1597     |                    |
| Tierp         | 5377     | a község székhelye |
| Tobo          | 616      |                    |
| Upplanda      | 343      |                    |
| Örbyhus       | 1905     |                    |